# Parlamentswahl in Grönland 2002
- IA: 8
- S: 10
- D: 5
- A: 7
- KP: 1

Die Parlamentswahl in Grönland 2002 war die achte Wahl zum Inatsisartut bzw. Landsting, dem grönländischen Parlament. Die Wahl fand am 3. Dezember 2002 statt.

## Wahlrecht
Bei der Parlamentswahl wurde das Verhältniswahlrecht angewendet. Es wurden 31 Abgeordneten gewählt. Es gab nur einen Wahlkreis und alle Kandidaten traten landesweit an.

## Ausgangslage
Infolge des Ergebnisses der letzten Parlamentswahl wurde 1999 das Kabinett Motzfeldt VII unter Führung von Jonathan Motzfeldt (Siumut) gebildet. Nachdem Hans Enoksen 2001 zum neuen Vorsitzenden der Siumut gewählt worden war, entzog die Inuit Ataqatigiit dem Koalitionspartner das Vertrauen. Die Siumut lehnte jedoch eine Wahl ab und einigte sich mit der Atassut auf eine neue Regierung. Im Oktober 2002 drohte die Inuit Ataqatigiit mit einem Misstrauensvotum, da die Regierung den Haushaltsplan überschritten hatte. Daraufhin schrieb Jonathan Motzfeldt Neuwahlen für den 3. Dezember 2002 aus, die aber ohnehin spätestens im Februar 2003 hätten stattfinden müssen.

## Teilnehmende Parteien
Bei der Wahl traten sechs Parteien an. Im November 1999 war die Arnat Partiiat gegründet worden und in der Woche vor der Wahl die Demokraatit.
| Partei | Partei                    | Kürzel | Deutsche Bedeutung               | Ausrichtung                                   | Vorsitzender           |
| ------ | ------------------------- | ------ | -------------------------------- | --------------------------------------------- | ---------------------- |
|        | Siumut                    | S      | Vorwärts                         | sozialdemokratisch                            | Hans Enoksen           |
|        | Atassut                   | A      | Gemeinsinn                       | konservativ, wirtschaftsliberal, unionistisch | Augusta Salling        |
|        | Inuit Ataqatigiit         | IA     | Gemeinschaft der Inuit           | demokratisch-sozialistisch                    | Josef Motzfeldt        |
|        | Kattusseqatigiit Partiiat | KP     | Partei der Einigkeitsvereinigung | konservativ, populistisch                     | Anthon Frederiksen     |
|        | Arnat Partiiat            | AP     | Frauenpartei                     | feministisch                                  | Anne-Marie B. Pedersen |
|        | Demokraatit               | D      | Demokraten                       | sozialliberal                                 | Per Berthelsen         |

## Kandidaten
Bei der Wahl traten 214 Kandidaten an, die sich folgendermaßen auf die sieben Parteien verteilten:
| Partei                    | Kandidaten |
| ------------------------- | ---------- |
| Siumut                    | 62         |
| Atassut                   | 57         |
| Inuit Ataqatigiit         | 44         |
| Kattusseqatigiit Partiiat | 19         |
| Arnat Partiiat            | 7          |
| Demokraatit               | 18         |
| Einzelkandidaten          | 7          |

Bis auf Lars Karl Jensen, Tommy Marø (alle Siumut), Daniel Skifte (Atassut), Maliinannguaq Marcussen Mølgaard, Olga Poulsen und Lars Sørensen (alle Inuit Ataqatigiit) traten alle bisherigen Abgeordneten erneut an. Von den bisherigen Nachrückern verzichteten Paaviaaraq Heilmann (Siumut) und Tom Ostermann (Kattusseqatigiit Partiiat) auf eine erneute Kandidatur. Dazu kamen Ane Sofie Hammeken, Hendrik Nielsen, Hans Pavia Rosing (alle Siumut), Konrad Steenholdt (Atassut), Manasse Berthelsen, Aqqalukasik Kanuthsen, Kuupik Kleist, Aqqaluk Lynge, Henriette Rasmussen (alle Inuit Ataqatigiit), die in vorherigen Legislaturperioden im Inatsisartut saßen, 1999 aber nicht antraten oder nicht gewählt wurden.

## Ergebnis
Stärkste Kraft wurde erneut die Partei Siumut. Die neugegründeten Demokraatit gewann auf Anhieb 16,1 % der Stimmen und zog mit fünf Sitzen ins Inatsisartut ein, während die ebenfalls neue Arnat Partiiat keinen Sitz erzielen konnte. Die Inuit Ataqatigiit und die Atassut konnten ihre Ergebnisse mit leichten Gewinnen oder Verlusten in etwa halten. Großer Verlierer war die Kattusseqatigiit Partiiat. Die Partei verlor drei ihrer vier bisherigen Parlamentssitze.
| Partei            | Partei                    | Stimmen | Stimmen | Stimmen | Sitze  | Sitze |
| Partei            | Partei                    | Anzahl  | %       | +/−     | Anzahl | +/−   |
| ----------------- | ------------------------- | ------- | ------- | ------- | ------ | ----- |
|                   | Siumut                    | 8.151   | 28,8    | −6,4    | 10     | −1    |
|                   | Inuit Ataqatigiit         | 7.243   | 25,6    | +3,5    | 8      | +1    |
|                   | Atassut                   | 5.845   | 20,6    | −4,6    | 7      | −1    |
|                   | Demokraatit               | 4.558   | 16,1    | +16,1   | 5      | +5    |
|                   | Kattusseqatigiit Partiiat | 1.510   | 5,3     | −7,0    | 1      | −3    |
|                   | Arnat Partiiat            | 686     | 2,4     | +2,4    | —      | —     |
|                   | Unabhängige Kandidaten    | 328     | 1,2     | −4,1    | —      | −1    |
| Gesamt            | Gesamt                    | 28.321  | 100,0   |         | 31     | ±0    |
| Gültige Stimmen   | Gültige Stimmen           | 28.303  | 98,9    |         |        |       |
| Ungültige Stimmen | Ungültige Stimmen         | 313     | 1,1     |         |        |       |
| Wahlbeteiligung   | Wahlbeteiligung           | 28.616  | 74,6    |         |        |       |
| Wahlberechtigte   | Wahlberechtigte           | 38.375  | 100,0   |         |        |       |
| Quelle:           |                           |         |         |         |        |       |

## Folgen
31 Abgeordnete wurden ins 8. Inatsisartut gewählt. Nach der Wahl wurde Hans Enoksen (Siumut) am 14. Dezember 2002 zum Premierminister gewählt. Er übernahm das Amt von seinem Parteikollegen Jonathan Motzfeldt und bildete das Kabinett Enoksen I.